# Здоровье
Должно оставить беспечность, коль дело пойдёт о здоровье.

Меру важно во всём соблюдать — в еде и напитках

И в упражненьях для тела, и мера есть то, что не в тягость.

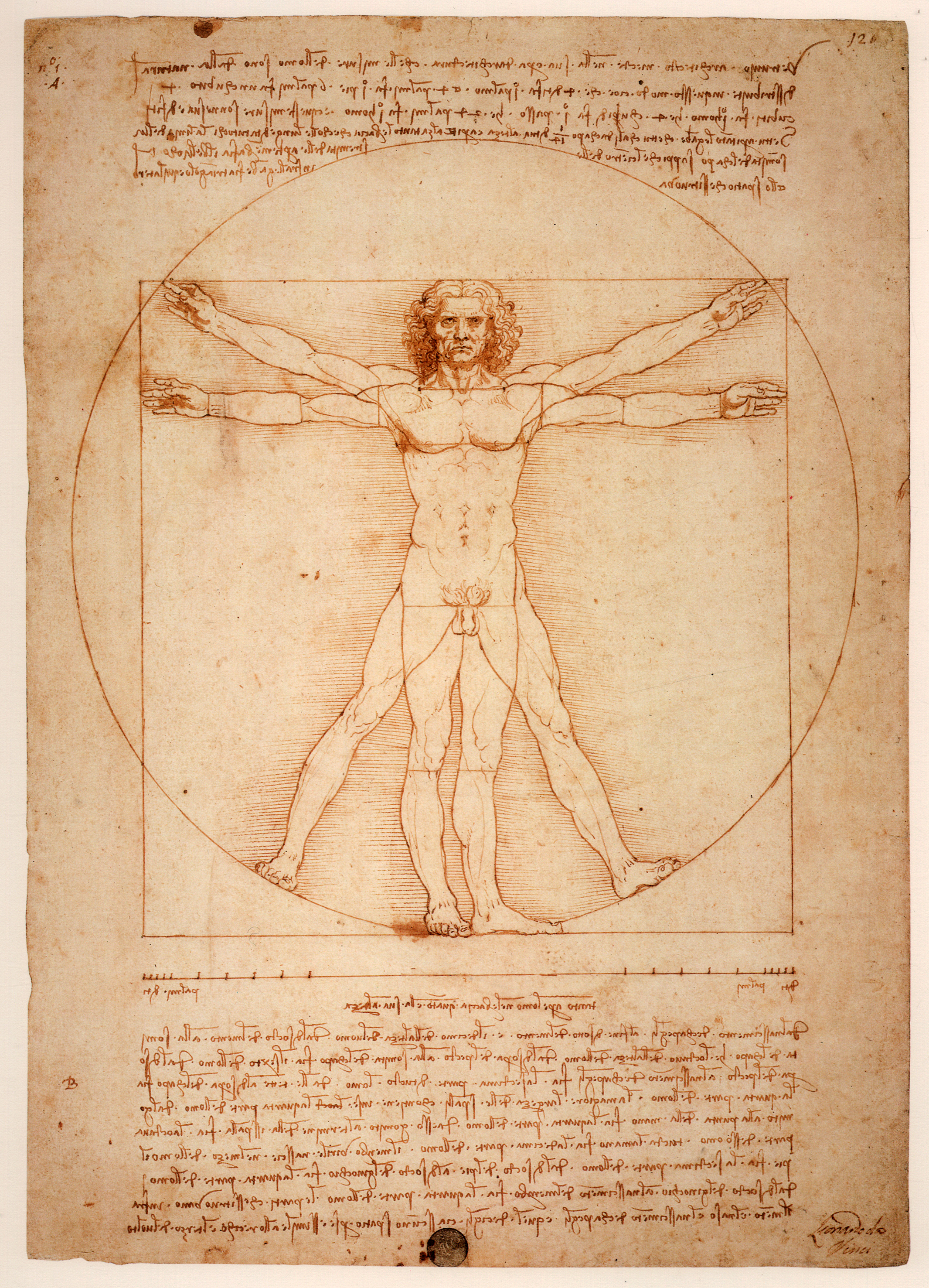
Леонардо да Винчи, «Homo vitruviano»

Здоро́вье у человека — состояние полного физического, душевного и социального благополучия, а не только отсутствие болезней и физических дефектов.
К наукам, изучающим здоровье, относятся: гигиена, диетология, фармакология, биология, эпидемиология, психология (психология здоровья, психология развития, экспериментальная и клиническая психология, социальная психология), психофизиология, психиатрия, педиатрия, медицинская социология и медицинская антропология, психогигиена, дефектология и другие.
Охрана здоровья человека (здравоохранение) — одна из функций государства. В мировом масштабе охраной здоровья человечества занимается Всемирная организация здравоохранения.
На 2011 год в сфере психологии здоровья изучается преимущественно поведение, связанное со здоровьем — виды, факторы, способы изменения.
Всемирный день здоровья «Здоровье для всех» отмечается ежегодно 7 апреля, Всемирный день психического здоровья — 10 октября.

## Определения здоровья
По определению ВОЗ, «здоровьем является состояние полного физического, душевного и социального благополучия, а не только
отсутствие болезней и физических дефектов».
П. И. Калью рассмотрел 79 определений здоровья, сформулированных в разных странах мира, в различное время и представителями различных научных дисциплин.
Среди определений встречаются следующие:
1. Здоровье — нормальная функция организма на всех уровнях его организации, нормальный ход биологических процессов, способствующих индивидуальному выживанию и воспроизводству.
2. Динамическое равновесие организма и его функций с окружающей средой.
3. Участие в социальной деятельности и общественно полезном труде, способность к полноценному выполнению основных социальных функций.
4. Отсутствие болезни, болезненных состояний и изменений.
5. Способность организма приспосабливаться к постоянно изменяющимся условиям внешней среды.

Согласно Калью, все возможные характеристики здоровья могут быть сведены к следующим концепциям:
- медицинская модель — для определений, содержащих медицинские признаки и характеристики; здоровье как отсутствие болезней и их симптомов;
- биомедицинская модель — отсутствие субъективных ощущений нездоровья и органических нарушений;
- биосоциальная модель — включаются рассматриваемые в единстве медицинские и социальные признаки, при этом приоритет отдаётся социальным признакам;
- ценностно-социальная модель — здоровье как ценность человека; именно к этой модели относится определение ВОЗ.

## Уровни здоровья в медико-социальных исследованиях
- Индивидуальное здоровье — здоровье отдельного человека.
- Групповое здоровье — здоровье социальных и этнических групп.
- Региональное здоровье — здоровье населения административных территорий.
- Общественное здоровье — здоровье популяции, общества в целом; определяется как «наука и искусство профилактики заболеваний, продления жизни и укрепления здоровья через организованные усилия и осознанный выбор общества, организаций, государственное и частное, общинное и индивидуальное». Методы профилактики общественного здоровья — внедрение образовательных программ, разработка политики, обслуживания, а также проведение научных исследований[12]. С понятием общественного здоровья связано понятие вакцинации. Большое положительное воздействие государственных программ в области здравоохранения широко признаётся. Отчасти в результате политики в области здравоохранения в XX веке зарегистрировано снижение смертности младенцев и детей, а также постоянное увеличение продолжительности жизни во многих частях мира. Например, подсчитано, что средняя продолжительность жизни американцев увеличилась с 1900 г. на 30 лет[13], а во всём мире — на шесть лет[14].

## Показатели здоровья
Здоровье человека является качественной характеристикой, складывающейся из набора количественных параметров: антропометрических (рост, вес, объём грудной клетки, геометрическая форма органов и тканей); физических (частота пульса, артериальное давление, температура тела); биохимических (содержание химических элементов в организме, эритроцитов, лейкоцитов, гормонов и пр.); биологических (состав кишечной флоры, наличие вирусных и инфекционных болезней) и других биомаркеров.
Для состояния организма человека существует понятие «нормы», когда значения параметров укладываются в определённый, выработанный медицинской наукой и практикой диапазон. Отклонение значения от заданного диапазона может являться признаком и доказательством ухудшения здоровья. Внешне утрата здоровья будет выражаться в измеримых нарушениях в структурах и функциях организма, изменениях его адаптивных возможностей.
С точки зрения ВОЗ, здоровье людей — качество социальное, в связи, с чем для оценки общественного здоровья рекомендуются следующие показатели:
- отчисление валового национального продукта на здравоохранение;
- доступность первичной медико-санитарной помощи;
- уровень иммунизации населения;
- степень обследования беременных квалифицированным персоналом;
- состояние питания детей;
- уровень детской смертности;
- средняя продолжительность предстоящей жизни;
- гигиеническая грамотность населения.

### Некоторые биологические показатели нормы для среднего взрослого человека
- Артериальное давление — не выше 140/90 мм рт. ст.
- Температура тела — от 35,5 до 37,4 °C

С точки зрения здоровья можно определить два уровня артериального давления:
1. Оптимальное: САД менее 120, ДАД менее 80 мм рт. ст.
2. Нормальное: САД 120—129, ДАД 84 мм рт. ст.
3. Высокое нормальное: САД 130—139, ДАД 85-89 мм. рт. ст.

САД — систолическое артериальное давление. ДАД — диастолическое артериальное давление.

### Критерии общественного здоровья
- Медико-демографические — рождаемость, смертность, естественный прирост населения, младенческая смертность, частота рождения недоношенных детей, ожидаемая средняя продолжительность жизни.
- Заболеваемость — общая, инфекционная, со временной утратой трудоспособности, по данным медицинских осмотров, основными неэпидемическими заболеваниями, госпитализированная.
- Показатели инвалидности.
- Показатели физического развития.

Все критерии нужно оценивать в динамике. Важным критерием оценки здоровья населения следует считать индекс здоровья, то есть долю не болевших на момент исследования (например, в течение года).

## Факторы здоровья
В психологии здоровья выделяется три группы факторов, влияющих на здоровье: независимые (предшествующие), передающие и мотиваторы.
- Независимые корреляции со здоровьем и болезнью наиболее сильны:
  - факторы, предрасполагающие к здоровью или болезни:
    - поведенческие паттерны; факторы поведения типа A (амбициозность, агрессивность, компетентность, раздражительность, мышечное напряжение, убыстрённый тип деятельности; высокий риск сердечно-сосудистых заболеваний) и B (противоположный стиль);
    - поддерживающие диспозиции (напр., оптимизм и пессимизм);
    - Эмоциональные паттерны (напр., алекситимия);

  - когнитивные факторы — представления о здоровье и болезни, о норме, установки, ценности, самооценка здоровья и т. п.;
  - факторы социальной среды — социальная поддержка, семья, профессиональное окружение;
  - демографические факторы — фактор пола, индивидуальные копинг-стратегии, этнические группы, социальные классы;
- передающие факторы:
  - совладание с разноуровневыми проблемами;
  - употребление веществ и злоупотребления ими (алкоголь, никотин, пищевые расстройства);
  - виды поведения, способствующие здоровью (выбор экологической среды, физическая активность);
  - соблюдение правил здорового образа жизни;
- мотиваторы:
  - стрессоры;
  - существование в болезни (процессы адаптации к острым эпизодам болезни).

Факторы физического здоровья:
- уровень физического развития;
- уровень физподготовки;
- уровень функциональной готовности к выполнению нагрузок;
- уровень мобилизации адаптационных резервов и способность к такой мобилизации, обеспечивающие приспособление к различным факторам среды обитания.

При исследовании различий в здоровье мужчин и женщин Всемирная организация здравоохранения рекомендует использовать не биологические критерии, а гендерные, так как именно они наилучшим образом объясняют существующие различия. В процессе социализации поощряется отказ от самосохранительного поведения у мужчин, реализация рискогенного поведения, направленного на больший заработок; женщин ориентируют на сохранение здоровья как будущих матерей, однако при акценте на такое проявление здоровья, как внешняя привлекательность, вместо здорового функционирования могут возникать характерные женские нарушения — как правило, пищевые расстройства.
Разница в продолжительности жизни мужчин и женщин зависит от страны проживания; в Европе она достаточна, а в ряде стран Азии и Африки практически отсутствует, что в первую очередь связано с женской смертностью от обрезания половых органов, осложнений беременности, родов и плохо сделанных абортов.
Показано, что врачи предоставляют женщинам менее полную информацию об их заболевании, нежели мужчинам.
К факторам здоровья относятся доходы и социальный статус, социальные сети поддержки, образование и грамотность, занятость / условия работы, социальная среда, физическая среда, личный опыт и навыки сохранения здоровья, здоровое развитие ребёнка, уровень развития биологии и генетики, медицинские услуги, гендер, культура.

## Женское здоровье
Женское здоровье во многих отношениях отличается от здоровья мужчин и является частью здоровья населения. Многие[какие?] группы выступают за более широкое определение «здоровье женщин» для обозначения общего состояния здоровья женщин, часто рассматриваемого исключительно в контексте репродуктивного здоровья. Эти различия еще более усугубляются в развивающихся странах, где женщины находятся в еще более неблагоприятном положении.

### Глобальная перспектива
Половые различия в восприимчивости и симптомах заболевания и ответе на лечение во многих аспектах здоровья особенно актуальны при рассмотрении с глобальной точки зрения. Большая часть доступной информации поступает из развитых стран, однако между развитыми и развивающимися странами существуют заметные различия с точки зрения роли и здоровья женщин. Глобальная точка зрения определяется как «область для исследований, заниматься исследованиями и практикой, в которой приоритет отдается улучшению здоровья и достижению справедливости в отношении здоровья для всех людей во всем мире».

### Продолжительность жизни
Ожидаемая продолжительность жизни женщин выше, чем у мужчин, и они имеют более низкий уровень смертности на протяжении всей жизни, независимо от расы и географического региона. Исторически сложилось так, что женщины имели более высокие показатели смертности, в основном от материнской смертности (смерти при родах). В промышленно развитых странах, особенно в наиболее развитых, гендерный разрыв сократился и был устранен после промышленной революции. Несмотря на эти различия, во многих областях здоровья женщины страдают от более ранних и более тяжелых заболеваний и имеют худшие результаты.

### Материнское здоровье

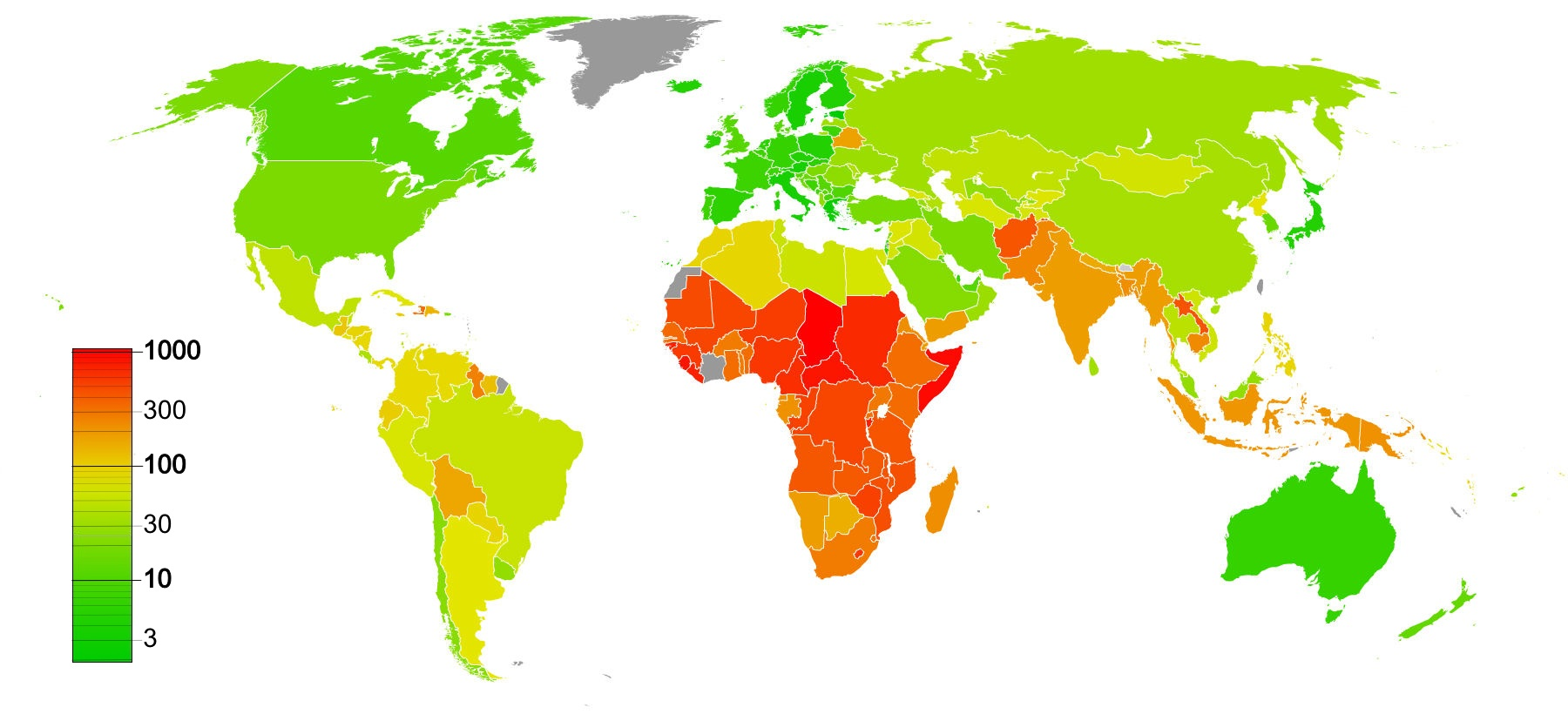
Коэффициент материнской смертности во всем мире, определяемый числом материнских смертей на 100 000 живорождений по любой причине, связанной с беременностью или ее лечением или усугубленной ею, за исключением случайных причин.

Материнское здоровье - это здоровье женщины во время беременности, родов и послеродового периода. Оно включает в себя медицинские аспекты планирования семьи, до зачатия, дородового и послеродового ухода, чтобы в большинстве случаев гарантировать положительный и полноценный опыт, а в других случаях снизить материнскую заболеваемость и смертность.
По оценкам Фонда ООН в области народонаселения ООН (ЮНФПА), в 2013 году 289 000 женщин умерли по причинам, связанным с беременностью или родами.
Девяносто девять процентов случаев материнской смертности происходит в развивающихся странах, а за 25 лет материнская смертность в мире снизилась до 44%.
Одной из международных целей в области устойчивого развития, разработанных Организацией Объединенных Наций, является улучшение материнского здоровья путем целевого уменьшения до 70 случаев смерти на 100 000 живорождения к 2030 году. Большинство моделей материнского здоровья охватывают планирование семьи, до зачатия, дородовой и послеродовой уход. Все виды ухода после родов типично исключают, задержку менопаузы в пожилом возрасте[проверить перевод].

## Психическое здоровье
Душевное здоровье — способность человека справляться со сложными обстоятельствами жизни, сохраняя оптимальный эмоциональный фон и адекватность поведения. Понятие душевного здоровья euthumia («благое состояние духа») описывается Демокритом. Образ человека, достигшего внутренней гармонии, описан в диалогах Платона, касающихся жизни и смерти Сократа. Источником душевных страданий в работах различных исследований часто называется культура (это характерно для Зигмунда Фрейда, Альфреда Адлера, Карен Хорни, Эриха Фромма). Виктор Франкл называет важнейшим фактором душевного здоровья наличие у человека системы ценностей.
В связи с гендерным подходом к здравоохранению было разработано несколько моделей психического здоровья:
- Нормативная, использующая двойной стандарт психического здоровья (для мужчин и для женщин).
- Андроцентрическая, в которой принят мужской стандарт психического здоровья.
- Андрогинная, предполагающая единый стандарт психического здоровья и одинаковое отношение к клиентам вне зависимости от пола.
- Ненормативная (согласно модели Сандры Бем[38]), основанная на тех качествах, что не ассоциируются исключительно с мужскими или женскими.

## Сексуальное здоровье
В Всемирной организации здравоохранения (ВОЗ) сексуальное здоровье это состояние полного соматического, эмоционального, интеллектуального и социального благополучия в отношении сексуальности, затрагивает репродуктивные процессы, функции и системы на всех этапах жизни. Сексуальное здоровье предполагает позитивное и уважительное отношение к сексуальности и половым отношениям, возможность безопасно вести половую жизнь, приносящую удовлетворение, отсутствие принуждения, дискриминации и насилия. Достижение и поддержание сексуального здоровья связывается с реализацией присущих людям сексуальных прав.

## Профессиональное здоровье
Как предмет научного исследования «профессиональное здоровье» впервые появилось в психологической научной литературе в середине 80-х годов XX века. Впервые был использован Джорж Эверли в 1986 г. в публикации, посвящённой проблеме интеграции в практике организационной деятельности таких отраслей, как гигиена труда и психология труда (приводится по). Как отмечает Р. А. Березовская, указанный исследователь подчеркивал важную роль психологов в разработке и реализации программ поддержания и продвижения здоровья (health promotion) на рабочих местах. Позже, в 1990 г., исследователи из Гавайского университета Рэймонд, Вуд и Патрик (J. Raymond, D. Wood, W. Patrick) в своей статье сформулировали идею о том, что одной из задач психологии должно стать создание здоровой профессиональной среды и здоровых рабочих мест.
В российских исследованиях впервые эта тема прозвучала в 1991 г. в главе «Психология здоровья» коллективной монографии (учебном пособии) «Психологическое обеспечение профессиональной деятельности». Авторы, учёные факультета психологии Санкт-Петербургского университета, основное внимание в книге уделяют психологическим аспектам формирования здорового образа жизни, вопросам психогигиены профессиональной деятельности, психологического обеспечения безопасности профессионального труда, профессионального долголетия, а также организации работы кабинета психологической разгрузки на производстве, но определения понятия профессионального здоровья не приводят.
Профессиональное здоровье, согласно определению, введённому в 1992 г. военным врачом, доктором медицинских наук В. А. Пономаренко (применительно к лётчикам), — это способность организма сохранять компенсаторные и защитные механизмы, обеспечивающие работоспособность во всех условиях профессиональной деятельности. Аналогично понимание профессионального здоровья и у авторов монографии «Здоровье здорового человека» (1996 г.), дополняющих предыдущее определение необходимостью обеспечения ещё и профессиональной надёжности. Позже В. А. Пономаренко и А. Н. Разумов предложили рассматривать профессиональное здоровье в виде системы, основными структурными компонентами которой являются клинический, психический и физический статусы, обусловливающие уровень функционального состояния, психических и физических качеств, устойчивость работников к факторам профессионального труда и надёжность его деятельности. Центральное место в структуре профессионального здоровья, по мнению указанных исследователей, занимают профессионально важные качества (ПВК), которые определяют генотипический статус человека, его функциональные резервы, а далее (и непосредственно, и опосредованно) — функциональные состояния человека.
В дальнейшем, в возникающей новой отрасли психология — психологии здоровья — стали определять профессиональное здоровье (уже для любой профессиональной деятельности) как "интегральную характеристику функционального состояния организма человека по физическим и психическим показателям с целью оценки его способности к определённой профессиональной деятельности с заданными эффективностью и продолжительностью на протяжении заданного периода жизни, а также устойчивость к неблагоприятным факторам, сопровождающим эту деятельность.
Критерием профессионального здоровья служит работоспособность человека, которая определяется как «максимально возможная эффективность деятельности специалиста, обусловленная функциональным состоянием его организма, с учётом её физиологической стоимости».
В современном понимании профессиональное здоровье рассматривается как определённый уровень характеристик человека-профессионала, специалиста (включая социально-психологические характеристики его личности), отвечающий требованиям профессиональной деятельности и обеспечивающий её высокую эффективность.
Сохранение у человека профессионального здоровья при одновременном обеспечении результативности труда связано с психологической профессиональной адаптацией человека. Индикаторами нарушения адаптации (признаками дезадаптации) является, с одной стороны, возникновение негативных психических состояний человека в труде, с другой — снижение эффективности его деятельности.
Профессиональное здоровье является необходимым условием профессионального (и, в целом, жизненного) благополучия человека.
Исследователи подчеркивают значимость личностного (психологического) здоровья профессионала. Базируясь на личностном подходе к здоровью профессионала, Г. Г. Вербина предлагает под профессиональным здоровьем понимать «тот уровень развития здоровья человека, который обеспечивает зрелость целостного организма, когда человек переживает фазы подъёма, относительной стабильности и начатой инволюции, изменения внутренней картины здоровья в течение жизни и способен осознать такие изменения через самопознание, а через самоорганизацию, саморегуляцию и само-совершенствование способен противостоять психотравмирующей ситуации, возникающей в профессиональной деятельности».

## Здоровый образ жизни

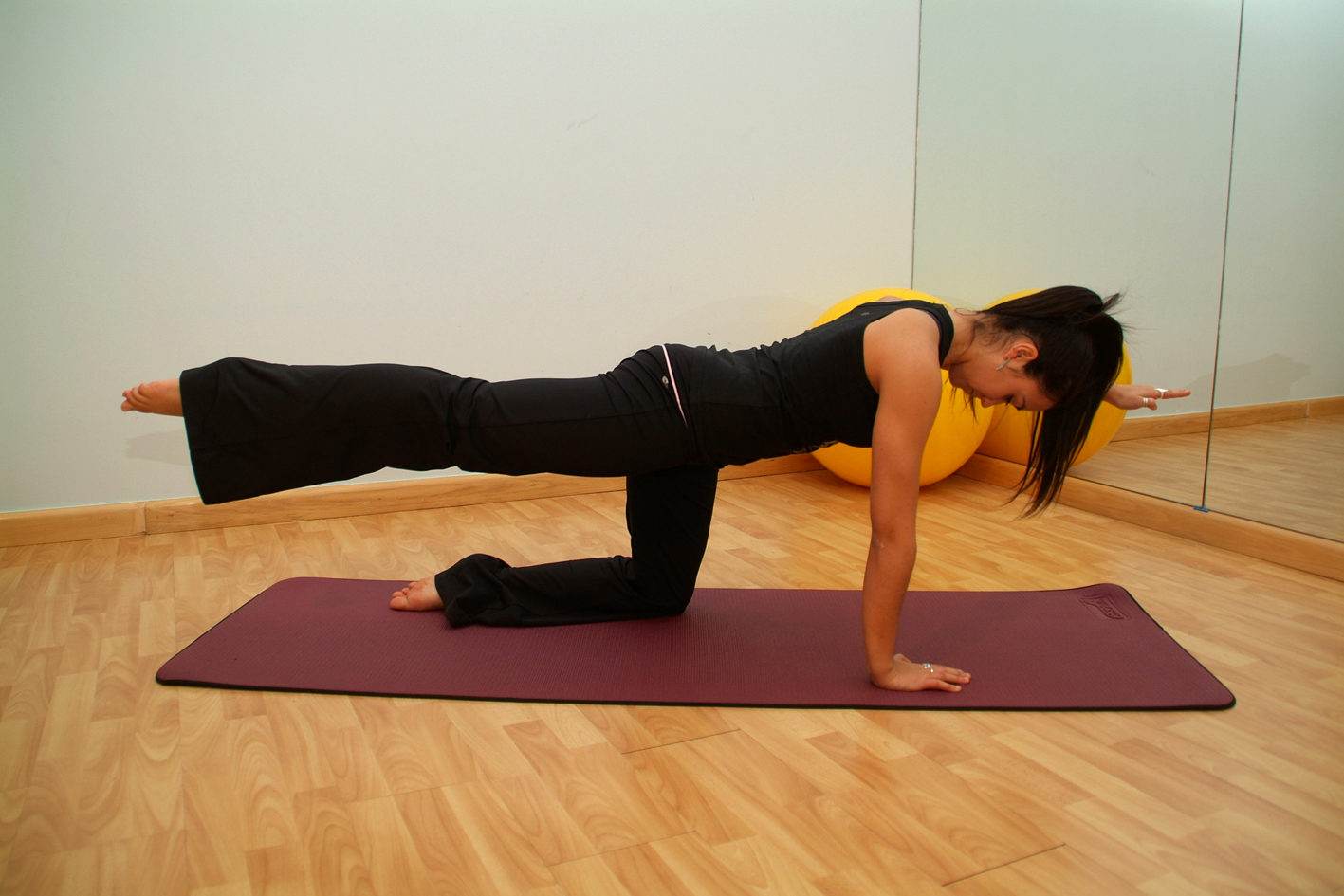
Занятия физкультурой — одна из составляющих здорового образа жизни

В психолого-педагогическом направлении здоровый образ жизни рассматривается с точки зрения сознания, психологии человека, мотивации. Имеются и другие точки зрения (например, медико-биологическая), однако резкой грани между ними нет, так как они нацелены на решение одной проблемы — укрепление здоровья индивидуума.
Здоровый образ жизни является предпосылкой для развития разных сторон жизнедеятельности человека, достижения им активного долголетия и полноценного выполнения социальных функций, для активного участия в трудовой, общественной, семейно-бытовой, досуговой формах жизнедеятельности. Здоровый образ жизни предстаёт как специфическая форма целесообразной активности человека — деятельность, направленная на сохранение, укрепление и улучшение его здоровья.
Актуальность здорового образа жизни вызвана возрастанием и изменением характера нагрузок на организм человека в связи с усложнением общественной жизни, увеличением рисков техногенного, экологического, психологического, политического и военного характера, провоцирующих негативные сдвиги в состоянии здоровья.

## Здравоохранение
Здравоохранение — отрасль деятельности государства, целью которой является организация и обеспечение доступного медицинского обслуживания населения, сохранение и повышение его уровня здоровья.
Здравоохранение может составлять значительную часть экономики страны. В 2008 году отрасль здравоохранения потребляла в среднем 9,0 процента от валового внутреннего продукта (ВВП) в наиболее развитых странах ОЭСР.
Здравоохранение традиционно считается важным фактором в обеспечении общего здоровья и благополучия людей во всём мире. Примером тому является мировая ликвидация оспы в 1980 году, объявленная ВОЗ первой болезнью в человеческой истории, полностью устранённой преднамеренным вмешательством здравоохранения.

### Всемирная организация здравоохранения
Всемирная организация здравоохранения (ВОЗ, англ. World Health Organization, WHO) — специальное учреждение Организации Объединённых Наций, состоящее из 193 государств-членов, основная функция которого лежит в решении международных проблем здравоохранения и охране здоровья населения мира. Она была основана в 1948 году со штаб-квартирой в Женеве и Швейцарии.
В специализированную группу ООН кроме ВОЗ входят ЮНЕСКО (Организация по вопросам образования, науки и культуры), МОТ (Международная организация труда), ЮНИСЕФ (фонд помощи детям). В состав ВОЗ принимаются государства-члены ООН, хотя в соответствии с Уставом, возможен приём и не входящих в ООН стран.

## Валеология
Валеология (от одного из значений лат. valeo — «быть здоровым») — «общая теория здоровья», претендующая на интегральный подход к физическому, нравственному и духовному здоровью человека со стороны естественных, общественных и гуманитарных наук — медицины, гигиены, биологии, сексологии, психологии, социологии, философии, культурологии, педагогики и других.
Некоторыми специалистами причисляется к альтернативным и маргинальным парамедицинским ретроградным течениям.